# Vector aleatori
En Probabilitat i Estadística, molt sovint al resultat que s'obté en un experiment aleatori o un estudi estadístic se li associem diversos nombres; per exemple, triem una persona a l'atzar i en mesurem el pes i l'alçada: tenim així dues mesures, {\displaystyle X_{1}} i {\displaystyle X_{2}}, que considerades conjuntament {\displaystyle (X_{1},X_{2})} constitueixen un vector aleatori. Formalment, un vector aleatori {\displaystyle d}-dimensional és un vector {\displaystyle {\boldsymbol {X}}=(X_{1},\dots ,X_{d})} tal que cada component {\displaystyle X_{i},\ i=1,\dots ,d}, és una variable aleatòria.

## Definició
Nota. A la secció Exemples al final de l'article hi ha desenvolupats dos exemples amb vectors aleatoris bidimensionals que poden ser útils a les persones que prefereixin començar analitzant casos concrets.
Considerem un espai de probabilitat {\displaystyle (\Omega ,{\mathcal {A}},P)}. Un vector aleatori {\displaystyle d}-dimensional és una aplicació {\displaystyle {\boldsymbol {X}}=(X_{1},\dots ,X_{d}):\Omega \to \mathbb {R} ^{d}} tal que cada component {\displaystyle X_{i},\ i=1,\dots ,d} és una variable aleatòria. També s'anomena variable aleatòria {\displaystyle d}-dimensional.
Comentaris sobre les notacions.
1. Hem escrit el vector en fila,[1] però en Estadística multivariant és molt freqüent escriure els vectors en columna,[2] ja que es fan moltes operacions amb matrius i és més convenient seguir les normes estàndard de l'àlgebra lineal. En aquest article escriurem els vectors en fila, excepte a les seccions dedicades a l'esperança d'un vector aleatori i a la matriu de variàncies-covariàncies, i als exemples que tractem de lleis normals multidimensionals.
2. Per alleugerir les fórmules, s'utilitzen 'comes' com a interseccions; així, donats uns conjunts {\displaystyle A_{1},\dots ,A_{d}} de {\displaystyle \mathbb {R} }, {\displaystyle P(X_{1}\in A_{1},\dots ,X_{d}\in A_{d})=P{\big (}\{X_{1}\in A_{1}\}\cap \cdots \cap \{X_{d}\in A_{d}\}{\big )}.}O bé, en el cas discret que veurem a continuació, per {\displaystyle x_{1},\dots ,x_{d}\in \mathbb {R} } s'escriu {\displaystyle P{\big (}(X_{1},\dots ,X_{d})=(x_{1},\dots ,x_{d}){\big )}=P{\big (}X_{1}=x_{1},\dots ,X_{d}=x_{d}{\big )}=P{\big (}\{X_{1}=x_{1}\}\cap \cdots \cap \{X_{d}=x_{d}\}{\big )}.}

## Vectors aleatoris discrets
Un vector aleatori {\displaystyle {\boldsymbol {X}}=(X_{1},\dots ,X_{d})} es diu que es discret si només pot prendre un nombre finit o numerable de valors; en altres paraules, si existeix un conjunt finit o infinit numerable {\displaystyle S\subset \mathbb {R} ^{d}} tal que {\displaystyle P({\boldsymbol {X}}\in S)=1}.
S'anomena funció de probabilitat (a vegades s'afegeix conjunta) del vector o funció de repartiment de massa a la funció 
{\displaystyle p_{\boldsymbol {X}}(x_{1},\dots ,x_{d})=P(X_{1}=x_{1},\dots ,X_{d}=x_{d}),\quad (x_{1},\dots ,,x_{d})\in S.}
Les distribucions de probabilitat de cadascuna de les components dels vector, {\displaystyle X_{1},\dots ,X_{d}}, o dels vectors {\displaystyle (X_{i_{1}},\dots ,X_{i_{r}})}, {\displaystyle 1\leq i_{1}<\cdots <i_{r}\leq d}, {\displaystyle 1\leq r\leq d-1}, s'anomenen distribucions marginals.
A partir de la funció de probabilitat del vector podem calcular totes les distribucions marginals sumant respecte les altres components: per exemple, per simplificar la notació, la funció de probabilitat de {\displaystyle (X_{1},\dots ,X_{r})}, on {\displaystyle r\leq d-1}, és
{\displaystyle p_{(X_{1},\dots ,X_{r})}(x_{1},\dots ,x_{r})=\sum _{x_{r+1},\dots ,x_{d}}p_{\boldsymbol {X}}(x_{1},\dots ,x_{d}).}

### Exemple: Distribució multinomial
Considerem un experiment que pot tenir {\displaystyle d} resultats diferents, que designarem per {\displaystyle R_{1},\dots ,R_{d}}, amb probabilitats {\displaystyle p_{1},\dots ,p_{d}\in (0,1)}, {\displaystyle p_{1}+\cdots +p_{d}=1}. Fem {\displaystyle n} repeticions independents i denotem per {\displaystyle X_{1}} el nombre de vegades que obtenim el resultat {\displaystyle R_{1}}, per {\displaystyle X_{2}} el nombre de vegades que obtenim el resultat {\displaystyle R_{2}}, i així successivament. Aleshores la probabilitat d'obtenir {\displaystyle x_{1}} vegades el resultat {\displaystyle R_{1}}, {\displaystyle x_{2}} vegades el resultat {\displaystyle R_{2}}, etc. amb {\displaystyle x_{1}+\cdots +x_{d}=n} és{\displaystyle p_{(X_{1},\dots ,X_{d})}(x_{1},\dots ,x_{d})=P(X_{1}=x_{1},\dots ,X_{d}=x_{d})={\frac {n!}{x_{1}!\cdots x_{d}!}}\,p_{1}^{x_{1}}\cdots p_{d}^{x_{d}}.}
Es diu que el vector {\displaystyle {\boldsymbol {X}}=(X_{1},\dots ,X_{d})} segueix una distribució multinomial de paràmetres {\displaystyle n,p_{1},\dots ,p_{d}}, i s'escriu {\displaystyle {\boldsymbol {X}}\sim {\mathcal {M}}(n;p_{1},\dots ,p_{d})}. Cal notar que cada component {\displaystyle X_{i}} té una distribució binomial de paràmetres {\displaystyle n} i {\displaystyle p_{i}}, {\displaystyle X_{i}\sim B(n,p_{i})}. De fet, una distribució multinomial és una extensió de la distribució binomial quan hi ha més de dos resultats possibles.
Per exemple, tenim una urna amb 4 boles blanques, 3 vermelles i 3 grogues. Traiem {\displaystyle n=4} boles amb reemplaçament, és a dir, traiem una bola, anotem el color, la retornem a l'urna, en traiem una altra, etc. Designem per:
{\displaystyle X_{1}}: nombre de boles blanques que traiem.
{\displaystyle X_{2}}: nombre de boles vermelles que traiem.
{\displaystyle X_{3}}: el nombre de boles grogues que traiem.
Aquí, {\displaystyle p_{1}=0'4}, {\displaystyle p_{2}=0'3} i {\displaystyle p_{3}=0'3}. Llavors, la probabilitat de treure 1 bola blanca, 1 vermella i 2 grogues és
{\displaystyle p_{(X_{1},X_{2},X_{3})}(1,1,2)=P(X_{1}=1,X_{2}=1,X_{3}=2)={\frac {4!}{1!\,1!\,2!}}\,0'4^{1}\,0'3^{1}\,0'3^{2}=0'1296.}A partir d'aquí, podem calcular, per exemple, la distribució marginal del vector aleatori {\displaystyle (X_{1},X_{3})} o la de la variable aleatòria {\displaystyle X_{3}}

## Vectors aleatoris absolutament continus o amb funció de densitat
Es diu que un vector aleatori {\displaystyle {\boldsymbol {X}}=(X_{1},\dots ,X_{d})} és absolutament continu, o senzillament continu, si existeix una funció {\displaystyle f_{\boldsymbol {X}}:\mathbb {R} ^{d}\to \mathbb {R} }, anomenada funció de densitat (conjunta), que compleix
1. {\displaystyle f(x_{1},\dots ,x_{d})\geq 0,\ \ \forall (x_{1},\dots ,x_{d})\in \mathbb {R} ^{d}.}
2. {\displaystyle \int _{-\infty }^{\infty }\cdots \int _{-\infty }^{\infty }f_{\boldsymbol {X}}(x_{1},\dots ,x_{d})\,dx_{1}\cdots dx_{d}=1.}
3. Per a qualsevol {\displaystyle B\subset \mathbb {R} ^{d}} (en rigor {\displaystyle B} ha de ser un conjunt de Borel de {\displaystyle \mathbb {R} ^{d}}), tenim {\displaystyle P{\big (}(X_{1},\dots ,X_{d})\in B{\big )}=\int \cdots \int _{B}f_{\boldsymbol {X}}(x_{1},\dots ,x_{d})\,dx_{1}\cdots dx_{d}.}
En particular, si {\displaystyle -\infty \leq a_{1}<b_{1}\leq \infty ,\dots ,-\infty \leq a_{d}<b_{d}\leq \infty }, tenim
{\displaystyle P{\big (}(X_{1},\dots ,X_{d})\in (a_{1},b_{1})\times \cdots \times (a_{d},b_{d}){\big )}=\int _{a_{1}}^{b_{1}}\cdots \int _{a_{d}}^{b_{d}}f_{\boldsymbol {X}}(x_{1},\dots ,x_{d})\,dx_{1}\cdots dx_{d}.}
A partir de la funció de densitat conjunta pot calcular-se la funció de densitat de qualsevol vector {\displaystyle (X_{i_{1}},\dots ,X_{i_{r}})}, {\displaystyle 1\leq i_{1}<\cdots <i_{r}\leq d}, {\displaystyle 1\leq r\leq d-1}, que s'anomena la densitat marginal; per exemple, la densitat marginal de {\displaystyle (X_{1},\dots ,X_{r})}, amb {\displaystyle 1\leq r\leq d-1} és 
{\displaystyle f_{(X_{1},\dots ,X_{r})}(x_{1},\dots ,x_{r})=\underbrace {\int _{-\infty }^{\infty }\cdots \int _{-\infty }^{\infty }} _{d-r\ {\text{integrals}}}f_{\boldsymbol {X}}(x_{1},\dots ,x_{d})\,dx_{r+1}\cdots dx_{d}.}

### Exemple: distribució normal multidimensional
Un vector aleatori {\displaystyle d}-dimensional amb funció de densitat{\displaystyle f(x_{1},\dots ,x_{d})={\frac {1}{(2\pi )^{d/2}}}\,e^{-(x_{1}^{2}+\cdots +x_{d}^{2})/2},\quad x_{1},\dots ,x_{d}\in \mathbb {R} ,}es diu que té una llei normal multidimensional o multivariada, {\displaystyle {\mathcal {N}}_{d}({\boldsymbol {0}},{\boldsymbol {I}}_{d})} on {\displaystyle {\boldsymbol {I}}_{d}} és la matriu identitat. Cada component del vector té una distribució normal estàndard {\displaystyle {\mathcal {N}}(0,1)} .
Vegeu els vectors aleatoris normals multidimensionals generals {\displaystyle {\mathcal {N}}_{d}({\boldsymbol {\mu }},{\boldsymbol {\Sigma }})} als exemples de la secció Funcions d'un vector aleatori amb densitat.

## Funcions de distribució multidimensional
La funció de distribució d'un vector aleatori {\displaystyle {\boldsymbol {X}}=(X_{1},\dots ,X_{d})} és la funció {\displaystyle F:\mathbb {R} ^{d}\to [0,1]} definida per {\displaystyle F(x_{1},\dots ,x_{d})=P(X_{1}\leq x_{1},\dots ,\leq X_{d}\leq x_{d}).}
Si el vector aleatori {\displaystyle {\boldsymbol {X}}} té funció de densitat {\displaystyle f}, aleshores la funció de distribució del vector és
{\displaystyle F(x_{1},\dots ,x_{d})=\int _{-\infty }^{x_{1}}\cdots \int _{-\infty }^{x_{d}}f(t_{1},\dots ,t_{d})\,dt_{1}\cdots dt_{d}.}
Si la funció de densitat {\displaystyle f} és contínua en el punt {\displaystyle (x_{1},\dots ,x_{d})}, aleshores
{\displaystyle f(x_{1},\dots ,x_{d})={\frac {\partial ^{d}F(x_{1},\dots ,x_{d})}{\partial x_{1}\cdots \partial x_{d}}}.}

## Variables aleatòries independents
Recordem que es diu que les variables aleatòries {\displaystyle X_{1},\dots ,X_{k}} són independents si per a qualsevol conjunts {\displaystyle B_{1},\dots ,B_{k}\subset \mathbb {R} } (en rigor, conjunts de Borel de {\displaystyle \mathbb {R} }), {\displaystyle P(X_{1}\in B_{1},\dots ,X_{k}\in B_{k})=P(X_{1}\in B_{1})\cdots P(X_{k}\in B_{k}).}
Designem per {\displaystyle F_{(X_{1},\dots ,X_{k})}} la funció de distribució del vector {\displaystyle (X_{1},\dots ,X_{k})}, i per {\displaystyle F_{X_{1}},\dots ,F_{X_{k}}} les funcions de distribució de les variables aleatòries {\displaystyle X_{1},\dots ,X_{k}} (marginals).
Aleshores {\displaystyle X_{1},\dots ,X_{k}} són independents si i només si {\displaystyle F_{(X_{1},\dots ,X_{k})}(x_{1},\dots ,x_{k})=F_{X_{1}}(x_{1})\cdots F_{X_{k}}(x_{k}),\ \forall (x_{1},\dots ,x_{k})\in \mathbb {R} ^{k}.}

En el cas discret la independència equival a que la funció de probabilitat conjunta sigui igual al producte de marginals: {\displaystyle X_{1},\dots ,X_{k}} són independents si i només si {\displaystyle p_{(X_{1},\dots ,X_{k})}(x_{1},\dots ,x_{k})=p_{X_{1}}(x_{1})\cdots p_{X_{k}}(x_{k}),\ \forall (x_{1},\dots ,x_{k})\in S.}

En el cas absolutament continu, la propietat d'independència equival a que la densitat conjunta sigui igual al producte de marginals: {\displaystyle X_{1},\dots ,X_{k}} són independents si i només si {\displaystyle f_{(X_{1},\dots ,X_{k})}(x_{1},\dots ,x_{k})=f_{X_{1}}(x_{1})\cdots f_{X_{k}}(x_{k}),\ \forall (x_{1},\dots ,x_{k})\in \mathbb {R} ^{k}.}
Per exemple, en el cas de la distribució normal multidimensional que hem comentat, les distribucions marginals de les diferents components són lleis normals estàndard: tenim que per a {\displaystyle j=1,\dots ,d}, {\displaystyle f_{X_{j}}(x)={\frac {1}{\sqrt {2\pi }}}\,e^{-x^{2}/2},\ x\in \mathbb {R} .}Llavors és clar que es compleix la condició anterior i, per tant, les variables {\displaystyle X_{1},\dots ,X_{d}} són independents.

## Vectors aleatoris independents
Considerem {\displaystyle k} vectors aleatoris, que poden ser de dimensions diferents: {\displaystyle {\boldsymbol {X}}_{1}=(X_{11},\dots ,X_{1j_{1}}),\dots ,{\boldsymbol {X}}_{k}=(X_{k1},\dots ,X_{kj_{k}})}. Es diu que són independents si per qualsevol {\displaystyle B_{1}\in {\mathcal {B}}(\mathbb {R} ^{j_{1}}),\dots ,B_{k}\subset {\mathcal {B}}(\mathbb {R} ^{j_{k}})}, on {\displaystyle {\mathcal {B}}(\mathbb {R} ^{r})} és la {\displaystyle \sigma }-àlgebra de Borel sobre {\displaystyle \mathbb {R} ^{r}}, {\displaystyle P({\boldsymbol {X}}_{1}\in B_{1},\dots ,{\boldsymbol {X}}_{k}\in B_{k})=P({\boldsymbol {X}}_{1}\in B_{1})\cdots P({\boldsymbol {X}}_{k}\in B_{k}).}Les caracteritzacions de la independència de variables aleatòries en els casos discret i continus es trasllada al cas de vectors aleatoris.

## Esperança d'una funció d'un vector aleatori
Sigui {\displaystyle {\boldsymbol {X}}=(X_{1},\dots ,X_{d})} un vector aleatori i {\displaystyle h:\mathbb {R} ^{d}\to \mathbb {R} } una funció (mesurable), tenim que {\displaystyle h({\boldsymbol {X}})} és una variable aleatòria de la qual podrem calcular l'esperança quan {\displaystyle E[\vert h({\boldsymbol {X}})]<\infty }. Si {\displaystyle {\boldsymbol {X}}} és discret, aleshores {\displaystyle E{\big [}h({\boldsymbol {X}}){\big ]}=\sum _{x_{1},\dots ,x_{d}}h(x_{1},\dots ,x_{d})\,p_{\boldsymbol {X}}(x_{1},\dots ,x_{d}),}sempre que {\displaystyle \sum _{x_{1},\dots ,x_{d}}\vert h(x_{1},\dots ,x_{d})\vert \,p_{\boldsymbol {X}}(x_{1},\dots ,x_{d})<\infty .}Si {\displaystyle {\boldsymbol {X}}} és absolutament continu, aleshores {\displaystyle E{\big [}h({\boldsymbol {X}})]=\int _{-\infty }^{\infty }\cdots \int _{-\infty }^{\infty }h(x_{1},\dots ,x_{d})\,f_{\boldsymbol {X}}(x_{1},\dots ,x_{d})\,dx_{1}\cdots dx_{d},}sempre que {\displaystyle \int _{-\infty }^{\infty }\cdots \int _{-\infty }^{\infty }\vert h(x_{1},\dots ,x_{d})\vert \,f_{\boldsymbol {X}}(x_{1},\dots ,x_{d})\,dx_{1}\cdots dx_{p}<\infty .}Naturalment, si tenim una funció {\displaystyle h:\mathbb {R} ^{r}\to \mathbb {R} } que només fa intervenir una part de {\displaystyle {\boldsymbol {X}}}, posem {\displaystyle (X_{i_{1}},\dots ,X_{i_{r}})}, amb, {\displaystyle 1\leq i_{1}<\cdots <i_{r}\leq r}, {\displaystyle 1\leq r\leq d-1}, aleshores l'esperança de {\displaystyle h(X_{i_{1}},\dots ,X_{i_{r}})} es calcula utilitzant la distribució marginal d'aquest vector.

## Moments d'un vector aleatori
Considerem un vector aleatori {\displaystyle {\boldsymbol {X}}=(X_{1},\dots ,X_{d})} i siguin {\displaystyle n_{1}\geq 0,\dots ,n_{d}\geq 0}. Es diu que {\displaystyle {\boldsymbol {X}}} té moment d'ordre {\displaystyle (n_{1},\dots ,n_{d})} si {\displaystyle E{\big [}{\big \vert }X_{1}^{n_{1}}\cdots X_{d}^{n_{d}}{\big \vert }{\big ]}<\infty }, i, en aquest cas, es defineix el moment d'ordre {\displaystyle (n_{1},\dots ,n_{d})} (alguns autors diuen moment mixt) per
{\displaystyle m_{n_{1},\dots ,n_{d}}=E{\big [}X_{1}^{n_{1}}\cdots X_{d}^{n_{d}}{\big ]}.}
D'acord amb les fórmules que hem vist abans, si el vector és discret, aleshores
{\displaystyle E{\big [}X_{1}^{n_{1}}\cdots X_{d}^{n_{d}}{\big ]}=\sum _{x_{1},\dots ,x_{d}\in S}x_{1}^{n_{1}}\cdots x_{d}^{n_{d}}\,p_{\boldsymbol {X}}(x_{1},\dots ,x_{d}).}Si el vector aleatori és absolutament continu,{\displaystyle E{\big [}X_{1}^{n_{1}}\cdots X_{d}^{n_{d}}{\big ]}=\int _{-\infty }^{\infty }\cdots \int _{-\infty }^{\infty }x_{1}^{n_{1}}\cdots x_{d}^{n_{d}}\,f_{\boldsymbol {X}}(x_{1},\dots ,x_{d})\,dx_{1}\cdots dx_{d}.}Tenim la següent propietat: Si {\displaystyle E[\vert X_{j}\vert ^{m}]<\infty ,pera\ j=1,\dots ,d}, aleshores per a {\displaystyle n_{1}\geq 0,\dots ,n_{d}\geq 0,\ n_{1}+\cdots +n_{d}\leq m}, tenim que {\displaystyle {\boldsymbol {X}}=(X_{1},\dots ,X_{d})} té moment d'ordre {\displaystyle (n_{1},\dots ,n_{d})}.
Vegeu els moments factorials en la secció de la funció generatriu de probabilitats.

## Esperança d'un vector aleatori
Totes les propietats d'aquesta secció i la següent es troben demostrades a Seber. Atès que farem operacions matricials, en aquesta secció i la següent escriurem tots els vectors en columna; en particular, escriurem en columna els elements de {\displaystyle \mathbb {R} ^{d}}. Donada una matriu (o vector) {\displaystyle {\boldsymbol {U}}} designarem per {\displaystyle {\boldsymbol {U}}'} la seva transposada. Considerem un vector aleatori {\displaystyle {\boldsymbol {X}}=(X_{1},\dots ,X_{d})'} tal que totes les seves components tinguin esperança. Aleshores es defineix l'esperança de {\displaystyle {\boldsymbol {X}}} per {\displaystyle E[{\boldsymbol {X}}]={\big (}E[X_{1}],\dots ,E[X_{d}]{\big )}'.}
Propietats
1. Si {\displaystyle {\boldsymbol {a}}=(a_{1},\dots ,a_{d})'\in \mathbb {R} ^{d}}, aleshores {\displaystyle E[{\boldsymbol {a}}]={\boldsymbol {a}}.}
2. Siguin {\displaystyle {\boldsymbol {X}}} i {\displaystyle {\boldsymbol {Y}}} dos vectors aleatoris {\displaystyle d} -dimensionals amb esperances finites, i {\displaystyle {\boldsymbol {A}}} i {\displaystyle {\boldsymbol {B}}} dues matrius d'ordre {\displaystyle k\times d}. Aleshores {\displaystyle E[{\boldsymbol {AX}}+{\boldsymbol {BY}}]={\boldsymbol {A}}\,E[{\boldsymbol {X}}]+{\boldsymbol {B}}\,E[{\boldsymbol {Y}}].}

## Matriu de variàncies-covariàncies
Continuem escrivint tots els vectors en columna. Si totes les components del vector {\displaystyle {\boldsymbol {X}}} tenen variància, aleshores es defineix la seva matriu de variàncies-covariàncies o matriu de dispersió:
{\displaystyle {\boldsymbol {V}}({\boldsymbol {X}})={\begin{pmatrix}{\text{Var}}(X_{1})&{\text{Cov}}(X_{1},X_{2})&\cdots &{\text{Cov}}(X_{1},X_{d})\\{\text{Cov}}(X_{2},X_{1})&{\text{Var}}(X_{2})&\cdots &{\text{Cov}}(X_{2},X_{d})\\\vdots &\vdots &&\vdots \\{\text{Cov}}(X_{d},X_{1})&{\text{Cov}}(X_{d},X_{2})&\cdots &{\text{Var}}(X_{d})\end{pmatrix}}}Atès que {\displaystyle {\text{Var}}(X_{j})={\text{Cov}}(X_{j},X_{j})}, aquesta matriu també s'escriu
{\displaystyle {\boldsymbol {V}}({\boldsymbol {X}})={\big (}{\text{Cov}}(X_{i},X_{j}){\big )}_{i=1,\dots ,d \atop j=1,\dots ,d}}

### Propietats
1. Donat que {\displaystyle {\text{Cov}}(X_{i},X_{j})={\text{Cov}}(X_{j},X_{i})}, la matriu {\displaystyle {\boldsymbol {V}}({\boldsymbol {X}})} es simètrica.
2. La matriu {\displaystyle {\boldsymbol {V}}({\boldsymbol {X}})} és semidefinida positiva, ja que per qualsevol {\displaystyle {\boldsymbol {x}}=(x_{1},\dots ,x_{d})'\in \mathbb {R} ^{d}},
{\displaystyle {\boldsymbol {x}}{\boldsymbol {V}}({\boldsymbol {X}}){\boldsymbol {x}}'=\sum _{i,j=1}^{d}x_{i}x_{j}{\text{Cov}}(X_{i},X_{j})={\text{Var}}(\sum _{i=1}^{d}X_{i})\geq 0.}A més, el determinant de la matriu {\displaystyle {\boldsymbol {V}}({\boldsymbol {X}})} és 0 si i només si hi ha una relació lineal entre les variables {\displaystyle X_{1},\dots ,X_{d}}, això és, existeixen escalars {\displaystyle \lambda _{1},\dots ,\lambda _{d+1}\in \mathbb {R} }, no tots nuls, tals que {\displaystyle \lambda _{1}X_{1}+\cdots +\lambda _{d}X_{d}=\lambda _{d+1},\quad {\text{q.s.}}}
3. Si {\displaystyle {\boldsymbol {X}}} és un vector {\displaystyle d} -dimensional, {\displaystyle {\boldsymbol {A}}} una matriu {\displaystyle k\times d} i {\displaystyle {\boldsymbol {b}}\in \mathbb {R} ^{k}}, aleshores {\displaystyle {\boldsymbol {V}}({\boldsymbol {AX}}+{\boldsymbol {b}})={\boldsymbol {A}}\,{\boldsymbol {V}}({\boldsymbol {X}}){\boldsymbol {A}}'.}
Exemples
1. Sigui {\displaystyle {\boldsymbol {X}}=(X_{1},\dots ,X_{d})'\sim {\mathcal {M}}(n;p_{1},\dots ,p_{d})}. Aleshores, donat que cada component {\displaystyle X_{j}} té una distribució binomial {\displaystyle B(n,p_{j})},
{\displaystyle E[{\boldsymbol {X}}]=(np_{1},\dots ,np_{d})'.}
També tenim que {\displaystyle {\text{Var}}(X_{j})=np_{j}(1-p_{j}).} Per calcular les covariàncies cal utilitzar la marginal de {\displaystyle (X_{i},X_{j})} i s'obté que {\displaystyle {\text{Cov}}(X_{i},X_{j})=-np_{i}p_{j},\quad i\neq j.} (vegeu els exemples de la secció Funció característica). Així, {\displaystyle {\boldsymbol {V}}({\boldsymbol {X}})={\begin{pmatrix}np_{1}(1-p_{1})&-np_{1}p_{2}&\cdots &-np_{1}p_{d}\\-np_{1}p_{2}&np_{2}(1-p_{2})&\cdots &-np_{2}p_{d}\\\vdots &\vdots &\ddots &\vdots \\-np_{1}p_{d}&-np_{2}p_{d}&\cdots &np_{d}(1-p_{d})\end{pmatrix}}}
2. En el cas del vector normal multidimensional {\displaystyle E[{\boldsymbol {X}}]={\boldsymbol {0}}}. D'altra banda, {\displaystyle {\text{Var}}(X_{j})=1} i, atès que les variables són independents, {\displaystyle {\text{Cov}}(X_{i},X_{j})=0,\quad i\neq j}. Llavors{\displaystyle {\boldsymbol {V}}({\boldsymbol {X}})={\boldsymbol {I}}_{d}.}

### Ampliació: Matriu de covariàncies entre dos vectors
En el que segueix és convenient introduir les matrius aleatòries que són matrius tals que les seves components són variables aleatòries. Sigui {\displaystyle {\boldsymbol {Z}}} una d'aquestes matrius, de dimensions {\displaystyle n\times m}:
{\displaystyle {\boldsymbol {Z}}={\big (}Z_{ij}{\big )}_{i=1,\dots ,n \atop j=1,\dots ,m}.}
S'anomena esperança de la matriu aleatòria {\displaystyle {\boldsymbol {Z}}} a la matriu
{\displaystyle {\boldsymbol {E}}[Z]={\big (}E[Z_{ij}]{\big )}_{i=1,\dots ,n \atop j=1,\dots ,m}.}Sigui {\displaystyle {\boldsymbol {X}}} un vector aleatori {\displaystyle d} -dimensional i {\displaystyle {\boldsymbol {Y}}} un vector aleatori {\displaystyle k} -dimensional ambdós amb moments de segon ordre. S'anomena matriu de covariàncies de {\displaystyle {\boldsymbol {X}}} i {\displaystyle {\boldsymbol {Y}}} a la matriu de dimensions {\displaystyle d\times k} {\displaystyle {\boldsymbol {C}}({\boldsymbol {X}},{\boldsymbol {Y}})={\big (}{\text{Cov}}(X_{i},Y_{j}){\big )}_{i=1,\dots ,d \atop j=1,\dots ,k}}Propietats.
1. Si {\displaystyle {\boldsymbol {X}}={\boldsymbol {Y}}} aleshores la matriu de covariàncies coincideix amb la matriu de variàncies-covariàncies: {\displaystyle {\boldsymbol {C}}({\boldsymbol {X}},{\boldsymbol {X}})={\boldsymbol {V}}({\boldsymbol {X}}).}
2. Si {\displaystyle E[{\boldsymbol {X}}]={\boldsymbol {\alpha }}} i {\displaystyle E[{\boldsymbol {Y}}]={\boldsymbol {\beta }}}, aleshores {\displaystyle {\boldsymbol {C}}({\boldsymbol {X}},{\boldsymbol {Y}})=E{\big [}({\boldsymbol {X}}-{\boldsymbol {\alpha }})({\boldsymbol {Y}}-{\boldsymbol {\beta }})'{\big ]}.}
3. En particular, {\displaystyle {\boldsymbol {V}}({\boldsymbol {X}})=E{\big [}({\boldsymbol {X}}-{\boldsymbol {\alpha }})({\boldsymbol {X}}-{\boldsymbol {\alpha }})'{\big ]}=E{\big [}{\boldsymbol {X}}{\boldsymbol {X}}'{\big ]}-{\boldsymbol {\alpha }}{\boldsymbol {\alpha }}'.}
4. Siguin {\displaystyle {\boldsymbol {X}}} i {\displaystyle {\boldsymbol {Y}}} dos vectors aleatoris de dimensions {\displaystyle d} i {\displaystyle k} respectivament i {\displaystyle {\boldsymbol {A}}} i {\displaystyle {\boldsymbol {B}}} matrius de dimensions {\displaystyle n\times d} i {\displaystyle m\times k} respectivament, aleshores {\displaystyle {\boldsymbol {C}}({\boldsymbol {A}}X,{\boldsymbol {B}}Y)={\boldsymbol {A}}\,{\boldsymbol {C}}({\boldsymbol {X}},{\boldsymbol {Y}})\,{\boldsymbol {B}}'.}

## Funció característica i altres transformades

### Funció característica
La funció característica d'un vector aleatori {\displaystyle {\boldsymbol {X}}=(X_{1},\dots ,X_{d})} és la funció {\displaystyle \varphi :\mathbb {R} ^{d}\to \mathbb {C} } definida per {\displaystyle \varphi _{\boldsymbol {X}}(t_{1},\dots ,t_{d})=E[e^{i(t_{1}X_{1}+\cdots +t_{d}X_{d})}],\quad (t_{1},\dots ,t_{d})\in \mathbb {R} ^{d}.} Les funcions característiques de les distribucions marginals es dedueixen fàcilment de la funció característica conjunta; per exemple, per simplificar les notacions, per a {\displaystyle r=1,\dots ,d-1},
{\displaystyle \varphi _{(X_{1},\dots ,X_{r})}(t_{1},\dots ,t_{r})=\varphi _{(X_{1},\dots ,X_{d})}(t_{1},\dots ,t_{r},0\,\dots ,0),\quad t_{1},\dots ,t_{r}\in \mathbb {R} .}
Propietats.
Unicitat. La funció característica determina la distribució del vector {\displaystyle {\boldsymbol {X}}}; concretament, si {\displaystyle {\boldsymbol {X}}} i {\displaystyle {\boldsymbol {Y}}} són dos vectors aleatoris, amb funcions característiques {\displaystyle \varphi _{\boldsymbol {X}}} i {\displaystyle \varphi _{\boldsymbol {Y}}} respectivament, tals que {\displaystyle \varphi _{\boldsymbol {X}}(t_{1},\dots ,t_{d})=\varphi _{\boldsymbol {Y}}(t_{1},\dots ,t_{d}),\quad \forall (t_{1},\dots ,t_{d})\in \mathbb {R} ^{d},}aleshores {\displaystyle {\boldsymbol {X}}} i {\displaystyle {\boldsymbol {Y}}} tenen la mateixa distribució (tenen la mateixa funció de distribució, o si són discrets tenen la mateixa funció de probabilitat, o si són absolutament continus tenen la mateix funció de densitat). La propietat recíproca evidentment també és certa.
Funció característica i independència. Els vectors aleatoris {\displaystyle d}-dimensionals {\displaystyle {\boldsymbol {X}}_{1},\dots ,{\boldsymbol {X}}_{k}} són independents si i només si {\displaystyle \varphi _{({\boldsymbol {X}}_{1},\dots ,{\boldsymbol {X}}_{k})}({\boldsymbol {t}}_{1},\dots ,{\boldsymbol {t}}_{k})=\varphi _{{\boldsymbol {X}}_{1}}({\boldsymbol {t}}_{1})\cdots \varphi _{{\boldsymbol {X}}_{k}}({\boldsymbol {t}}_{k}),\quad \forall {\boldsymbol {t}}_{1},\dots ,{\boldsymbol {t}}_{k}\in \mathbb {R} ^{d}.}Funció característica i suma de vectors aleatoris independents. Siguin {\displaystyle {\boldsymbol {X}}_{1},\dots ,{\boldsymbol {X}}_{k}} vectors aleatoris {\displaystyle d}-dimensionals independents i posem
{\displaystyle {\boldsymbol {Y}}={\boldsymbol {X}}_{1}+\cdots +{\boldsymbol {X}}_{k}.}Aleshores {\displaystyle \varphi _{\boldsymbol {Y}}({\boldsymbol {t}})=\varphi _{{\boldsymbol {X}}_{1}}({\boldsymbol {t}})\cdots \varphi _{{\boldsymbol {X}}_{k}}({\boldsymbol {t}}),\quad \forall {\boldsymbol {t}}\in \mathbb {R} ^{d}.}
Funció característica i moments. La següent propietat és especialment útil per a calcular els moments d'un vector aleatori: Si el vector aleatori {\displaystyle {\boldsymbol {X}}=(X_{1},\dots ,X_{d})} compleix {\displaystyle E{\big [}\Vert {\boldsymbol {X}}\Vert ^{m}{\big ]}<\infty }, on {\displaystyle \Vert X\Vert ={\sqrt {X_{1}^{2}+\cdots +X_{d}^{2}}}}, aleshores la funció característica {\displaystyle \varphi _{\boldsymbol {X}}} és de classe {\displaystyle {\mathcal {C}}^{m}} i per a {\displaystyle n_{1},\dots ,n_{d}\geq 0}, {\displaystyle \sum _{j=1}^{d}n_{j}\leq m}, {\displaystyle E(X_{1}^{n_{1}}\cdots X_{d}^{n_{d}})={\frac {1}{i^{n_{1}+\cdots +n_{d}}}}\,{\frac {\partial ^{n_{1}+\cdots +n_{d}}}{\partial t_{1}^{n_{1}}\cdots \partial t_{d}^{n_{d}}}}\,\varphi _{\boldsymbol {X}}(t_{1}\dots ,t_{d}){\Big \vert }_{t_{1}=0,\dots ,t_{d}=0}.}Recíprocament, si la funció característica {\displaystyle \varphi _{\boldsymbol {X}}} és de classe {\displaystyle {\mathcal {C}}^{m}} per a {\displaystyle m} parell, aleshores el vector {\displaystyle {\boldsymbol {X}}} té moments d'ordre {\displaystyle (n_{1},\dots ,n_{d})} per qualsevol {\displaystyle n_{1},\dots ,n_{d}\geq 0}, {\displaystyle \sum _{j=1}^{d}n_{j}\leq m}Exemple. Vector multinomial. Retornem al vector multinomial {\displaystyle {\boldsymbol {X}}=(X_{1},\dots ,X_{d})\sim {\mathcal {M}}(n;p_{1},\dots ,p_{d})}. La seva funció característica és {\displaystyle \varphi (t_{1},\dots ,t_{d})={\big (}p_{1}e^{it_{1}}+\cdots p_{d}e^{it_{d}}{\big )}^{n},\ t_{1},\dots ,t_{d}\in \mathbb {R} .}El vector {\displaystyle {\boldsymbol {X}}} té moments de tots els ordres perquè les seves components són variables aleatòries positives i afitades per {\displaystyle n}. Podem calcular {\displaystyle E[X_{1}X_{2}]} de la següent manera: {\displaystyle {\frac {\partial ^{2}}{\partial t_{1}\partial t_{2}}}\varphi (t_{1},\dots ,t_{k})=-n(n-1)(p_{1}e^{it_{1}}+\cdots +p_{k}e^{it_{k}})^{n-2}p_{1}p_{2}e^{it_{1}}e^{it_{2}},}d'on {\displaystyle E(X_{1}X_{2})=n(n-1)p_{1}p_{2}.}Exemple: Vector normal multidimensional. El vector {\displaystyle {\boldsymbol {X}}\sim {\mathcal {N}}({\boldsymbol {0}},{\boldsymbol {I}}_{d})} té funció característica {\displaystyle \varphi (t_{1},\dots ,t_{d})=e^{-(t_{1}^{2}+\cdots +t_{d}^{2})/2},\ t_{1},\dots ,t_{d}\in \mathbb {R} .}

### Funció generatriu de moments
Sigui {\displaystyle {\boldsymbol {X}}=(X_{1},\dots ,X_{d})} un vector aleatori. La funció {\displaystyle M_{\boldsymbol {X}}(s_{1},\dots ,s_{d})=E{\big [}e^{s_{1}X_{1}+\cdots +s_{d}X_{d}}{\big ]},} definida en aquells punts{\displaystyle (s_{1},\dots ,s_{d})\in \mathbb {R} ^{d}} on l'esperança de la dreta és finita, s'anomena funció generatriu de moments de {\displaystyle {\boldsymbol {X}}}. Atès que per qualsevol nombre real {\displaystyle a\in \mathbb {R} }, {\displaystyle e^{a}>0}, sempre es pot calcular l'esperança de {\displaystyle \exp\{s_{1}X_{1}+\cdots +s_{d}X_{d}\}}, però pot donar infinit. Evidentment, sempre està definida en {\displaystyle {\boldsymbol {0}}=(0,\dots ,0)} i {\displaystyle M_{\bf {X}}({\boldsymbol {0}})=1}. Quan està definida (o existeix) en un entorn de {\displaystyle (0,\dots ,0)}, aleshores té molt bones propietats i pot substituir la funció característica, amb l'avantatge que és una funció real i, per tant, més fàcil d'utilitzar; d'altra banda, en aquest cas, es pot estendre el domini de definició a un subconjunt de {\displaystyle \mathbb {C} ^{n}}.
Afortunadament, molts vectors aleatoris que apareixen habitualment en l'Anàlisi de la variància i en l'Anàlisi estadística multivariant tenen funció generatriu de moments, però no tots, tal com després veurem.
Alguns autors anomenen transformada de Laplace la funció generatriu de moments; si el vector aleatori {\displaystyle {\boldsymbol {X}}} només pren valors positius i té funció de densitat {\displaystyle f_{\boldsymbol {X}}}, aleshores {\displaystyle M_{\boldsymbol {X}}(s_{1},\dots ,s_{d})=\int _{0}^{\infty }\cdots \int _{0}^{\infty }e^{s_{1}x_{1}+\cdots +s_{d}x_{d}}f_{\boldsymbol {X}}(x_{1},\dots ,x_{d})\,dx_{1}\cdots dx_{d},}que, a part del signe de {\displaystyle s_{1},\dots ,s_{d}}, és la transformada de Laplace (multidimensional) de la funció {\displaystyle f_{\boldsymbol {X}}}.
Les tres propietats següents són especialment útils: 
Unicitat. Si la funció generatriu de moments d'un vector aleatori està definida en un entorn de {\displaystyle (0,\dots ,0)}, aleshores determina unívocament la distribució d'aquest vector.
Independència. Siguin {\displaystyle {\boldsymbol {X}}=(X_{1},\dots ,X_{d})} i {\displaystyle {\boldsymbol {Y}}=(Y_{1},\dots ,Y_{r})} dos vectors aleatoris tal que el vector {\displaystyle ({\boldsymbol {X}},{\boldsymbol {Y}})} té funció generatriu de moments definida en un entorn de zero. Aleshores {\displaystyle {\boldsymbol {X}}\ {\text{i}}\ {\boldsymbol {Y}}} són independents si i només si
{\displaystyle M_{({\boldsymbol {X,Y}})}(s_{1},\dots ,s_{d},t_{1},\dots ,t_{r})=M_{\boldsymbol {X}}(s_{1},\dots ,s_{d})\,M_{\boldsymbol {Y}}(t_{1},\dots ,t_{r}).}Moments. Si un vector aleatori {\displaystyle {\boldsymbol {X}}=(X_{1},\dots ,X_{d})} té funció generatriu de moments en un entorn de {\displaystyle (0,\dots ,0)}, aleshores té moments de tots els ordres i {\displaystyle E(X_{1}^{n_{1}}\cdots X_{d}^{n_{d}})={\frac {\partial ^{n_{1}+\cdots +n_{d}}}{\partial s_{1}^{n_{1}}\cdots \partial s_{d}^{n_{d}}}}\,M_{\boldsymbol {X}}(s_{1}\dots ,s_{d}){\Big \vert }_{s_{1}=0,\dots ,s_{d}=0}.}
Exemples
1. Vector multinomial {\displaystyle {\boldsymbol {X}}\sim {\mathcal {M}}(n;p_{1},\dots ,p_{d})}. La funció generatriu és {\displaystyle M_{\boldsymbol {X}}(s_{1},\dots ,s_{d})={\big (}p_{1}e^{s_{1}}+\cdots p_{d}e^{s_{d}}{\big )}^{n},\ s_{1},\dots ,s_{d}\in \mathbb {R} .}
2. Vector normal multidimensional {\displaystyle {\boldsymbol {X}}\sim {\mathcal {N}}({\boldsymbol {0}},{\boldsymbol {I}}_{d})}. {\displaystyle M_{\boldsymbol {X}}(s_{1},\dots ,s_{d})=e^{(s_{1}^{2}+\cdots +s_{d}^{2})/2},\ s_{1},\dots ,s_{d}\in \mathbb {R} .}
3. Vectors aleatoris sense funció generatriu de moments. Segons hem comentat, un vector aleatori amb funció generatriu de moments en un entorn de {\displaystyle (0,\dots ,0)} té moments de tots els ordres. Per tant, qualsevol vector que contingui alguna component que no tingui moments de qualsevol ordre no tindrà funció generatriu de moments. Per exemple, una distribució {\displaystyle t}-multidimensional.[13]

### Funció generatriu de probabilitats
Sigui {\displaystyle {\boldsymbol {X}}=(X_{1},\dots ,X_{d})} un vector aleatori que només prengui valors naturals (zero inclòs), amb funció de probabilitats {\displaystyle p_{\boldsymbol {X}}}. S'anomena funció generatriu de probabilitats a la funció {\displaystyle G_{\boldsymbol {X}}(s_{1},\dots ,s_{d})=E[s_{1}^{X_{1}}\cdots s_{d}^{X_{d}}]=\sum _{x_{1}\geq 0,\dots ,x_{d}\geq 0}s_{1}^{x_{1}}\cdots s_{d}^{x_{d}}p_{\boldsymbol {X}}(x_{1},\dots ,x_{d}).}(Amb el conveni {\displaystyle 0^{0}=1}). La sèrie de la dreta és una sèrie de potències multidimensional, que és absolutament convergent per a {\displaystyle (s_{1},\dots ,s_{d})\in [-1,1]^{d}}, ja que{\displaystyle 0\leq \sum _{x_{1},\dots ,x_{d}}{\big \vert }s_{1}^{x_{1}}\cdots s_{d}^{x_{d}}p_{\boldsymbol {X}}(x_{1},\dots ,x_{d}){\big \vert }\leq \sum _{x_{1},\dots ,x_{d}}p_{\boldsymbol {X}}(x_{1},\dots ,x_{d})=1,}. A vegades la regió de convergència és més gran que {\displaystyle [-1,1]^{d}}. Alguns autors defineixen aquesta funció per al camp complex, ja que la sèrie és absolutament convergent per a {\displaystyle {\boldsymbol {z}}=(z_{1},\dots ,z_{d})\in \mathbb {C} ^{d}}, amb {\displaystyle \vert z_{1}\vert \leq 1,\dots ,\vert z_{d}\vert \leq 1} i potser en conjunts més grans de {\displaystyle \mathbb {C} ^{d}}.
La funció generatriu de probabilitats està relacionada amb la funció generatriu de moments per la fórmula: {\displaystyle M_{\boldsymbol {X}}(s_{1},\dots ,s_{d})=G_{\boldsymbol {X}}(e^{s_{1}},\dots ,e^{s_{d}}).}Aquesta funció s'utilitza molt en situacions on intervenen vectors aleatoris que només prenen valors naturals, com els processos de ramificació.
Propietats.
1. La funció {\displaystyle G_{\boldsymbol {X}}} és contínua i infinitament diferenciable en {\displaystyle (-1,1)^{d}}.
2. Fórmula d'inversió i unicitat. La funció de probabilitat del vector {\displaystyle {\boldsymbol {X}}} es pot recuperar a partir de la funció generatriu de probabilitat: {\displaystyle p_{\boldsymbol {X}}(x_{1},\dots ,x_{d})={\frac {1}{x_{1}!\cdots x_{d}!}}\,{\frac {\partial ^{x_{1}+\cdots +x_{d}}G_{\boldsymbol {X}}(s_{1},\dots ,s_{d})}{\partial s_{1}^{x_{1}}\cdots \partial s_{d}^{x_{d}}}}{\big \vert }_{s_{1}=0,\dots ,s_{d}=0},\quad (x_{1},\dots ,x_{d})\in \mathbb {N} ^{d}.}
En conseqüència, la funció generatriu de probabilitats determina la distribució del vector {\displaystyle {\boldsymbol {X}}}.
3. Moments factorials. Per a {\displaystyle x\in \mathbb {R} } i {\displaystyle k\in \mathbb {N} }, designem per {\displaystyle x^{\underline {k}}} el factorial decreixent:{\displaystyle x^{\underline {k}}=x(x-1)\cdots (x-k+1).}
Noteu que si {\displaystyle x\in \mathbb {N} } i {\displaystyle k\geq x+1}, llavors {\displaystyle x^{\underline {k}}=0}.
S'anomena moment factorial d'ordre {\displaystyle (n_{1},\dots ,n_{d})} del vector{\displaystyle {\boldsymbol {X}}=(X_{1},\dots ,X_{d})} a {\displaystyle \mu '_{{\boldsymbol {(}}n_{1},\dots ,n_{d})}=E[X_{1}^{{\underline {n}}_{1}}\dots X_{d}^{{\underline {n}}_{d}}].} Aleshores, aquesta esperança és finita si i només si {\displaystyle \lim _{(s_{1},\dots ,s_{d})\uparrow (1,\dots ,1)}{\frac {\partial ^{n_{1}+\cdots +n_{d}}G(s_{1},\dots ,s_{d})}{\partial s_{1}^{n_{1}}\cdots \partial s_{1}^{n_{1}}}}<\infty ,}i en aquest cas, {\displaystyle \mu '_{(n_{1},\dots ,n_{d})}=\lim _{(s_{1},\dots ,s_{d})\uparrow 1}{\frac {\partial ^{n_{1}+\cdots +n_{d}}G(s_{1},\dots ,s_{d})}{\partial s_{1}^{n_{1}}\cdots \partial s_{1}^{n_{1}}}}.}
4. Suma de vectors aleatoris independents. Siguin {\displaystyle {\boldsymbol {X}}=(X_{1},\dots ,X_{d})} i {\displaystyle {\boldsymbol {Y}}=(Y_{1},\dots ,Y_{d})} dos vectors aleatoris independents que només prenen valors naturals. Aleshores {\displaystyle G_{{\boldsymbol {X}}+{\boldsymbol {Y}}}({\boldsymbol {s}})=G_{\boldsymbol {X}}({\boldsymbol {s}})\,G_{\boldsymbol {Y}}({\boldsymbol {s}}).}
Exemple. Vector multinomial {\displaystyle {\boldsymbol {X}}\sim {\mathcal {M}}(n;p_{1},\dots ,p_{d})}. La funció generatriu de probabilitat és {\displaystyle G_{\boldsymbol {X}}(s_{1},\dots ,s_{d})={\big (}p_{1}{s_{1}}+\cdots p_{d}{s_{d}}{\big )}^{n},\ s_{1},\dots ,s_{d}\in \mathbb {R} .}

## Funcions d'un vector aleatori amb densitat
Les transformacions d'un vector aleatori són especialment importants tant en la teoria com en les aplicacions, i és molt convenient disposar d'eines per determinar la distribució del vector transformat a partir de l'inicial. Si {\displaystyle {\boldsymbol {X}}} és un vector aleatori {\displaystyle d}-dimensional amb funció de densitat i {\displaystyle h:\mathbb {R} ^{d}\to \mathbb {R} ^{d}} és una bona funció, aleshores {\displaystyle {\boldsymbol {Y}}=h({\boldsymbol {X}})} també té funció de densitat i hi ha fórmules per calcular-la. De fet, si el vector {\displaystyle {\boldsymbol {X}}} està concentrat en un subconjunt {\displaystyle U}, és a dir, si {\displaystyle P({\boldsymbol {X}}\in U)=1}, aleshores la funció {\displaystyle {\boldsymbol {h}}} només ha d'estar definida en aquest conjunt.
 Propietat. Sigui {\displaystyle {\boldsymbol {X}}} un vector aleatori amb funció de densitat conjunta {\displaystyle f_{\boldsymbol {X}}({\boldsymbol {x}})}. Suposem que {\displaystyle P({\boldsymbol {X}}\in U)=1} on {\displaystyle U} és un conjunt obert de {\displaystyle \mathbb {R} ^{d}}. Sigui {\displaystyle h=(h^{(1)},\dots ,h^{(d)}):U\to V,} on {\displaystyle V} és un obert de {\displaystyle \mathbb {R} ^{d}}, {\displaystyle h} bijectiva de classe {\displaystyle {\cal {C}}^{1}}, amb determinant jacobià no nul sobre {\displaystyle U}: 
{\displaystyle J_{\boldsymbol {h}}(x_{1},\dots ,x_{d}):={\text{det}}{\Big (}{\partial h^{(i)} \over \partial x_{j}}{\Big )}_{i,j=1,\dots ,d}\neq 0,\ \forall (x_{1},\dots ,x_{d})\in U.}
Designem la inversa de {\displaystyle h} per {\displaystyle g=(g^{(1)},\dots ,g^{(d)})}. Aleshores el vector aleatori {\displaystyle {\boldsymbol {Y}}=h({\boldsymbol {X}})} és absolutament continu amb densitat
{\displaystyle f_{\boldsymbol {Y}}({\boldsymbol {y}})={\begin{cases}f_{X}{\big (}g({\boldsymbol {y}}){\big )}\vert J_{g}({\boldsymbol {y}})\vert ,&{\text{ si }}{\boldsymbol {y}}\in V,\\0,&{\text{en cas contrari.}}\end{cases}}}
Exemple. Vector aleatori normal multidimensional. En aquest exemple escriurem tots els vectors en columna. Sigui {\displaystyle {\boldsymbol {X}}=(X_{1},\dots ,X_{d})'\sim {\mathcal {N}}({\boldsymbol {0}},{\boldsymbol {I}}_{d})} un vector aleatori normal multidimensional com el que hem introduït anteriorment. Considerem una matriu {\displaystyle d\times d} definida positiva {\displaystyle {\boldsymbol {\Sigma }}} i un vector {\displaystyle {\boldsymbol {\mu }}\in \mathbb {R} ^{d}}. Existeix una única matriu definida positiva {\displaystyle {\boldsymbol {\Sigma }}^{1/2}} tal que {\displaystyle ({\boldsymbol {\Sigma }}^{1/2})^{2}={\boldsymbol {\Sigma }}}. Definim el vector {\displaystyle {\boldsymbol {Y}}} per
{\displaystyle {\boldsymbol {Y}}={\boldsymbol {\Sigma }}^{1/2}{\boldsymbol {X}}+{\boldsymbol {\mu }}.}
Així, l'aplicació que estem considerant és {\displaystyle h:\mathbb {R} ^{d}\to \mathbb {R} ^{d}} donada per 
{\displaystyle h({\boldsymbol {x}})={\boldsymbol {\Sigma }}^{1/2}{\boldsymbol {x}}+{\boldsymbol {\mu }}.}
Noteu que {\displaystyle U=V=\mathbb {R} ^{d}}.
L'aplicació inversa és {\displaystyle g({\boldsymbol {y}})=h^{-1}({\boldsymbol {y}})={\boldsymbol {\Sigma }}^{-1/2}({\boldsymbol {y}}-{\boldsymbol {\mu }}),}on {\displaystyle {\boldsymbol {\Sigma }}^{-1/2}} és la matriu inversa de {\displaystyle {\boldsymbol {\Sigma }}^{1/2}}. La matriu jacobiana de {\displaystyle g} és {\displaystyle {\boldsymbol {\Sigma }}^{-1/2}}, que té determinant diferent de zero a tot {\displaystyle \mathbb {R} ^{d}}. La densitat de {\displaystyle {\boldsymbol {X}}} és {\displaystyle f({\boldsymbol {x}})={\frac {1}{(2\pi )^{d/2}}}\,e^{-(x_{1}^{2}+\cdots +x_{d}^{2})/2}={\frac {1}{(2\pi )^{d/2}}}\,e^{-{\boldsymbol {x}}'{\boldsymbol {x}}/2}.}
Llavors, la densitat de {\displaystyle {\boldsymbol {Y}}} és {\displaystyle f_{\boldsymbol {Y}}({\boldsymbol {y}})={\frac {1}{(2\pi )^{d/2}}}\,e^{-{\tfrac {1}{2}}({\boldsymbol {y}}-{\boldsymbol {\mu }})^{\prime }{\boldsymbol {\Sigma }}^{-1/2}{\boldsymbol {\Sigma }}^{-1/2}({\boldsymbol {y}}-{\boldsymbol {\mu }})}\,\vert {\text{det}}\,{\boldsymbol {\Sigma }}^{-1/2}\vert ={\frac {1}{(2\pi )^{d/2}({\text{det}}\,{\boldsymbol {\Sigma }})^{1/2}}}\,e^{-{\tfrac {1}{2}}({\boldsymbol {y}}-{\boldsymbol {\mu }})^{\prime }{\boldsymbol {\Sigma }}^{-1}({\boldsymbol {y}}-{\boldsymbol {\mu }})}.}
Es diu que {\displaystyle {\boldsymbol {Y}}} té una llei normal multidimensional {\displaystyle {\boldsymbol {Y}}\sim {\mathcal {N}}_{d}({\boldsymbol {\mu }},{\boldsymbol {\Sigma }})}. D'acord amb les propietats que hem vist sobre el vector d'esperances i la matriu de variàncies-covariàncies tenim que
{\displaystyle E[{\boldsymbol {Y}}]={\boldsymbol {\Sigma }}^{1/2}\,E[{\boldsymbol {X}}]+{\boldsymbol {\mu }}={\boldsymbol {\mu }}}
i {\displaystyle {\boldsymbol {V}}({\boldsymbol {Y}})={\boldsymbol {\Sigma }}^{1/2}{\boldsymbol {V}}({\boldsymbol {X}}){\boldsymbol {\Sigma }}^{1/2}={\boldsymbol {\Sigma }}.}
Extensió. La propietat anterior es pot estendre al cas que la funció {\displaystyle h} es pugui descompondre en una funció bijectiva a trossos. Concretament tenim: Sigui {\displaystyle {\boldsymbol {X}}} un vector aleatori {\displaystyle d}-dimensional, amb funció de densitat conjunta {\displaystyle f_{\boldsymbol {X}}({\boldsymbol {x}})}. Suposem que {\displaystyle P\{{\boldsymbol {X}}\in U\}=1} amb {\displaystyle U=U_{1}\cup \cdots \cup U_{k}}, on {\displaystyle U_{i}} són oberts de {\displaystyle \mathbb {R} ^{d}} disjunts dos a dos. Sigui {\textstyle h:\,U\longrightarrow \mathbb {R} ^{d},} tal que les restriccions {\displaystyle h_{i}:U_{i}\longrightarrow V_{i}} són bijectives de classe {\displaystyle {\cal {C}}^{1}} amb determinant jacobià no nul (els conjunts {\displaystyle V_{1},\dots ,V_{k}} no cal que siguin disjunts dos a dos i, de fet, poden ser iguals). Designem per {\displaystyle g_{i}:V_{i}\longrightarrow U_{i}} la inversa de {\displaystyle h_{i}}. Aleshores el vector aleatori {\displaystyle {\boldsymbol {Y}}=h({\boldsymbol {X}})} és absolutament continu amb densitat{\displaystyle f_{\boldsymbol {Y}}({\boldsymbol {y}})=\sum _{i=1}^{k}f_{\boldsymbol {X}}{\big (}g_{i}({\boldsymbol {y}})\vert J_{g_{i}}({\boldsymbol {y}})\vert {\boldsymbol {1}}_{V_{i}}({\boldsymbol {y}}),}
on, {\displaystyle {\boldsymbol {1}}_{V_{i}}} és la funció indicador del conjunt {\displaystyle V_{i}}:
{\displaystyle {\boldsymbol {1}}_{V_{i}}(y)={\begin{cases}1,&{\text{si }}y\in V_{i},\\0,&{\text{en cas contrari.}}\end{cases}}}

## Distribucions condicionades

### Cas discret
Sigui {\displaystyle {\boldsymbol {X}}=(X_{1},\dots ,X_{d})} un vector aleatori discret amb funció de probabilitat {\displaystyle p_{\boldsymbol {X}}}. Considerem una de les components del vector, per exemple, per simplificar les notacions, l'última, {\displaystyle X_{d}}, amb funció de probabilitat marginal {\displaystyle p_{X_{d}}}, i fixem {\displaystyle x_{d}} tal que {\displaystyle p_{X_{d}}(x_{d})>0}. S'anomena distribució de {\displaystyle (X_{1},\dots ,X_{d-1})} condicionada per {\displaystyle X_{d}=x_{d}} a la probabilitat donada per la funció de probabilitat {\displaystyle p_{X_{1},\dots ,X_{d-1}\,\vert \,X_{d}}(x_{1},\dots ,x_{d-1}\vert x_{d})={\frac {p_{\boldsymbol {X}}(x_{1},\dots ,x_{d})}{p_{X_{d}}(x_{d})}}.}Més generalment, per a {\displaystyle 2\leq r\leq d,} podem considerar el vector {\displaystyle (X_{r},\dots ,X_{d})} (per simplificar les notacions); fixat {\displaystyle (x_{r},\dots ,x_{d})} tal que {\displaystyle p_{X_{r},\dots ,X_{d}}(x_{r},\dots ,x_{d})>0}, definim la distribució de {\displaystyle (X_{1},\dots ,X_{r-1})} condicionada per {\displaystyle X_{r}=x_{r},\dots ,X_{d}=x_{d}} a la probabilitat donada per la funció de probabilitat {\displaystyle p_{X_{1},\dots ,X_{r-1}\,\vert \,X_{r},\dots ,X_{d}}(x_{1},\dots ,x_{r-1}\vert X_{r}=x_{r},\dots ,x_{d})={\frac {p_{\boldsymbol {X}}(x_{1},\dots ,x_{d})}{p_{X_{r},\dots ,X_{d}}(x_{r},\dots ,x_{d})}}.}Exemple. Considerem un vector multinomial {\displaystyle {\boldsymbol {X}}=(X_{1},\dots ,X_{d})\sim {\mathcal {M}}(n;p_{1},\dots ,p_{d})}. Aleshores, fixat {\displaystyle k\in \{0,\dots ,n\}}, la distribució de {\displaystyle (X_{1},\dots ,X_{d-1})} condicionada per {\displaystyle X_{d}=k} és 
{\displaystyle p_{(X_{1},\dots ,X_{d-1})\,\vert \,X_{d}}(x_{1},\dots ,x_{d-1}\vert k)={\frac {(n-k)!}{x_{1}!\cdots x_{d-1}!}}\,{\Big (}{\frac {p_{1}}{1-p_{k}}}{\Big )}^{x_{1}}\cdots {\Big (}{\frac {p_{d-1}}{1-p_{k}}}{\Big )}^{x_{d-1}},\quad x_{1}\geq 0,\dots ,x_{d-1}\geq 0,{\text{amb }}x_{1}+\cdots +x_{d-1}=n-k.}Per tant, {\displaystyle (X_{1},\dots ,X_{d-1})} condicionat a {\displaystyle X_{d}=k} té una distribució multinomial {\displaystyle {\mathcal {M}}{\big (}n-k;p_{1}/(1-p_{k}),\dots ,p_{d-1}/(1-p_{k}){\big )}}.
En general, fixats {\displaystyle x_{r}\geq 0,\dots ,x_{d}\geq 0,} tals que {\displaystyle x_{r}+\cdots +x_{d}\leq n}, el vector {\displaystyle (X_{1},\dots ,X_{r-1})} condicionat per {\displaystyle X_{r}=x_{r},\dots ,X_{d}=x_{d}} té una distribució multinomial {\displaystyle {\mathcal {M}}(n-m;p_{1}^{*},\dots ,p_{r-1}^{*})}, on {\displaystyle m=x_{r}+\cdots +x_{d}\quad {\text{i}}\quad p_{j}^{*}={\frac {p_{j}}{p_{1}+\cdots +p_{r-1}}},\quad j=1,\dots ,r-1.}

### Cas absolutament continu
Sigui {\displaystyle {\boldsymbol {X}}=(X_{1},\dots ,X_{d})} un vector aleatori amb funció de densitat conjunta {\displaystyle f_{\boldsymbol {X}}(x_{1},\dots ,x_{d})}. Per a {\displaystyle 2\leq r\leq d,} fixats {\displaystyle x_{r},\dots ,x_{d}} tals que {\displaystyle f_{X_{r},\dots ,x_{d}}(x_{r},\dots ,x_{d})>0}, definim la densitat condicionada de {\displaystyle (X_{1},\dots ,X_{r-1})} condicionada per {\displaystyle X_{r}=x_{r},\dots ,X_{d}=x_{d}} {\displaystyle f_{X_{1},\dots ,X_{r-1}\,\vert \,X_{r},\dots ,X_{d}}(x_{1},\dots ,x_{r-1}\vert x_{r},\dots ,x_{d})={\frac {f_{\boldsymbol {X}}(x_{1},\dots ,x_{d})}{f_{X_{r},\dots ,X_{d}}(x_{r},\dots ,x_{d})}}.}
Exemple. Vector normal multidimensional.. Sigui {\displaystyle {\boldsymbol {X}}=(X_{1},\dots ,X_{d})'\sim {\mathcal {N}}_{d}({\boldsymbol {\mu }},{\boldsymbol {\Sigma }})} un vector normal multidimensional (de nou aquí escriurem tots els vectors en columna), i {\displaystyle 2\leq r\leq d}. Escrivim {\displaystyle {\boldsymbol {X}}_{1}=(X_{1},\dots ,X_{r-1})'\quad {\text{i}}\quad {\boldsymbol {X}}_{2}=(X_{r},\dots ,X_{d})'}{\displaystyle {\boldsymbol {\mu }}_{1}=E[{\boldsymbol {X}}_{1}]=(\mu _{1},\dots ,\mu _{r-1})'\quad {\text{i}}\quad {\boldsymbol {\mu }}_{2}=E[{\boldsymbol {X}}_{2}]=(\mu _{r},\dots ,\mu _{d})'.}D'altra banda, partim la matriu {\displaystyle {\boldsymbol {\Sigma }}} de la següent manera: {\displaystyle {\boldsymbol {\Sigma }}={\begin{pmatrix}{\boldsymbol {\Sigma }}_{11}&{\boldsymbol {\Sigma }}_{12}\\\Sigma _{21}&{\boldsymbol {\Sigma }}_{22}\end{pmatrix}},}on {\displaystyle {\boldsymbol {\Sigma }}_{ij}={\boldsymbol {C}}({\boldsymbol {X}}_{i},{\boldsymbol {X}}_{j})}. Noteu que {\displaystyle {\boldsymbol {\Sigma }}_{21}={\boldsymbol {\Sigma }}_{12}'}. Aleshores, la distribució {\displaystyle (X_{1},\dots ,X_{r-1})'} condicionada per {\displaystyle X_{r}=x_{r},\dots ,X_{d}=x_{d}} (escrivim {\displaystyle {\boldsymbol {x}}_{2}=(x_{r},\dots ,x_{d})'}) és normal mutidimensional {\displaystyle {\mathcal {N}}_{r-1}({\boldsymbol {\mu }}^{*},{\boldsymbol {\Sigma }}^{*})} on {\displaystyle {\boldsymbol {\mu }}^{*}={\boldsymbol {\mu }}_{1}+{\boldsymbol {\Sigma }}_{12}{\boldsymbol {\Sigma }}_{22}^{-1}({\boldsymbol {x}}_{2}-{\boldsymbol {\mu }}_{2})\quad {\text{i}}\quad {\boldsymbol {\Sigma }}^{*}={\boldsymbol {\Sigma }}_{11}-{\boldsymbol {\Sigma }}_{12}{\boldsymbol {\Sigma }}_{22}^{-1}{\boldsymbol {\Sigma }}_{21}.}En particular, per a {\displaystyle d=2}, si posem{\displaystyle {\text{Var}}(X_{1})=\sigma _{1}^{2},\ {\text{Var}}(X_{2})=\sigma _{2}^{2}\ \ {\text{i}}\ \ {\text{Cov}}(X_{1},X_{2})=\sigma _{12},} tenim que {\displaystyle X_{1}} condicionada per {\displaystyle X_{2}=x_{2}} té una distribució normal {\displaystyle {\mathcal {N}}(\mu ,\sigma ^{2})} on {\displaystyle \mu =\mu _{1}+{\frac {\sigma _{12}}{\sigma _{2}^{2}}}(x_{2}-\mu _{2})\quad {\text{i}}\quad \sigma ^{2}=\sigma _{1}^{2}-{\frac {\sigma _{12}^{2}}{\sigma _{2}^{2}}}.}

## Exemples
Aquests exemples tracten de vectors aleatoris bidimensionals, que habitualment és denoten per {\displaystyle (X,Y)} en lloc de {\displaystyle (X_{1},X_{2})}.

### Exemple 1. Vector aleatori bidimensional discret
Tirem una moneda tres cops. El model probabilístic que prendrem és {\displaystyle \Omega ={\big \{}{\text{(cara,cara,cara), (creu, cara, cara),...}}{\big \}}}, que té 8 elements; {\displaystyle {\mathcal {A}}} és la col·lecció de tots els subconjunts de {\displaystyle \Omega }, i {\displaystyle P} assigna a tots els resultats la mateixa probabilitat 1/8. Siguin
{\displaystyle X}: nombre de cares que surt.
{\displaystyle Y}: diferència, en valor absolut, entre el nombre de cares i de creus.

Aleshores {\displaystyle X} pot prendre els valors 0, 1, 2 o 3, i {\displaystyle Y} pot valer 1 o 3. Llavors, el vector {\displaystyle (X,Y)} pot prendre els valors (0,1), (0,3), (2,1), (2,3), (3,1) o (3,3). El conjunt
{\displaystyle S={\big \{}(0,1),(0,3),(2,1),(2,3),(3,1),(3,3){\big \}}} s'anomena el suport de la distribució del vector. Notem que {\displaystyle P{\big (}(X,Y)\in S{\big )}=1.} Calculem les probabilitats que prengui cadascun dels valors del suport. Recordem que per alleugerir les fórmules s'utilitzen 'comes' en lloc d'interseccions):
{\displaystyle P{\big (}(X,Y)=(0,1){\big )}=P{\big (}X=0,Y=1{\big )}=P{\big (}\{X=0\}\cap \{Y=1\}{\big )}=P(\emptyset )=0}.
{\displaystyle P{\big (}(X,Y)=(0,3){\big )}=P{\big (}{\text{(creu,creu,creu)}}{\big )}=1/8}
{\displaystyle P{\big (}(X,Y)=(1,1){\big )}=P{\big (}{\text{(cara,creu,creu), (creu,cara,creu), (creu,creu,cara)}}{\big )}=3/8,} (noteu que l'ordre en què surten els resultats s'ha de tenir en compte).
I així successivament. De fet, els punts (0,1), (1,3), (2,3) i (3,1) es poden treure del suport, ja que tenen probabilitat zero, i per a certes fórmules és convenient fer-ho per evitar expressions sense sentit. La funció {\displaystyle p_{(X,Y)}(x,y)=P(X=x,Y=y),\ (x,y)\in S} s'anomena funció de probabilitat conjunta o funció de repartiment de massa del vector {\displaystyle (X,Y)} . Quan hi ha un nombre petit de casos, com en aquest exemple, la funció de probabilitat s'acostuma a posar en una taula, anomenada taula de probabilitats conjuntes del vector i que determina la llei o distribució del vector.
{\displaystyle {\begin{array}{cc|cccc}&&&X\\&&0&1&2&3\\\hline &1&0&3/8&3/8&0\\Y\\&3&1/8&0&0&1/8\\\hline \end{array}}}
Distribucions marginals
A partir d'aquesta taula, sumant per files o columnes, es dedueixen les funcions de probabilitat de les variables {\displaystyle X} i {\displaystyle Y}, que denotem per {\displaystyle p_{X}} i {\displaystyle p_{Y}} i que s'anomenen distribucions marginals de {\displaystyle X} i de {\displaystyle Y} respectivament, o taules de probabilitats marginals:
{\displaystyle {\begin{array}{c|ccccc}\hline x&0&1&2&3\\\hline p_{X}(x)&1/8&0&0&1/8\\\hline \end{array}}\qquad \qquad {\begin{array}{c|ccc}\hline y&1&3\\\hline p_{Y}(y)&3/4&1/4\\\hline \end{array}}}Independència de variables aleatòries Recordem que dues variables aleatòries {\displaystyle X} i {\displaystyle Y} es diu que són independents si per a qualsevol {\displaystyle A,B\subset \mathbb {R} } (en rigor, conjunts de Borel {\displaystyle A,B\in {\mathcal {B}}(\mathbb {R} )}), els esdeveniments {\displaystyle \{X\in A\}} i {\displaystyle \{Y\in B\}} són independents, això és,{\displaystyle P{\big (}X\in A,Y\in B)=P(X\in A)\,P(Y\in B).}Quan ambdues variables són discretes, aquesta condició es redueix a una sobre la funció de probabilitat conjunta: Les variables {\displaystyle X} i {\displaystyle Y} són independents si i només si {\displaystyle p_{(X,Y)}(x,y)=p_{X}(x)\,p_{Y}(y),\quad \forall (x,y)\in S.}A l'exemple és evident que aquesta propietat no es compleix: per exemple, {\displaystyle p_{(X,Y)}(0,1)=0\neq p_{X}(0)\,p_{Y}(1)={\frac {3}{32}}.}
Distribucions condicionades
Atès que l'esdeveniment {\displaystyle \{Y=1\}} (obtenir exactament una cara) té probabilitat estrictament positiva, podem calcular les probabilitat condicionada: {\displaystyle P(X=0\,\vert \,Y=1)={\frac {P(X=0,Y=1)}{P(Y=1)}}=0.}
Anàlogament, {\displaystyle P(X=1\,\vert \,Y=1)=1/2,\quad P(X=2\,\vert \,Y=1)=1/2\quad {\text{i}}\quad P(X=3\,\vert \,Y=1)=0.} Per tant, fixat {\displaystyle Y=1}, tenim definida una probabilitat sobre el conjunt {\displaystyle \{0,1,2,3\}}, de fet, només cal considerar el conjunt {\displaystyle \{1,2\}}, que s'anomena la distribució de {\displaystyle X} condicionada per {\displaystyle Y=1}, per a la qual es dona la funció de probabilitat condicionada {\displaystyle p_{X\vert Y}(1|1)={\frac {1}{2}}\quad {\text{i}}\quad p_{X\vert Y}(2|1)={\frac {1}{2}},}i que es pot representar per la taula {\displaystyle {\begin{array}{c|cc}\hline x&1&2\\\hline p_{X\vert Y}(x|1)&1/2&1/2\\\hline \end{array}}}Anàlogament, tenim la distribució de condicionada per {\displaystyle Y=3} donada a la següent taula:{\displaystyle {\begin{array}{c|cc}\hline x&0&3\\\hline p_{X\vert Y}(x|3)&1/2&1/2\\\hline \end{array}}}
Esperança d'un vector. Es defineix l'esperança del vector {\displaystyle (X,Y)} com el vector {\displaystyle {\boldsymbol {E}}[(X,Y)]=(E[X],E[Y])}. Concretament, atès que {\displaystyle E[X]=0\cdot {\frac {1}{8}}+1\cdot {\frac {3}{8}}+2\cdot {\frac {3}{8}}+0\cdot {\frac {1}{8}}={\frac {9}{8}}\quad {\text{i}}\quad E[Y]=1\cdot {\frac {3}{4}}+3\cdot {\frac {1}{4}}={\frac {3}{2}},} tenim que {\displaystyle E[(X,Y)]=(9/8,3/2)}.
Matriu de variàncies-covariàncies d'un vector.
La matriu {\displaystyle {\boldsymbol {V}}{\big (}(X,Y){\big )}={\begin{pmatrix}{\text{Var}}(X)&{\text{Cov}}(X,Y)\\{\text{Cov}}(X,Y)&{\text{Var}}(Y)\end{pmatrix}}}s'anomena matriu de variàncies-covariàncies o matriu de dispersió del vector {\displaystyle (X,Y)}. Tenim que {\displaystyle {\text{Var}}(X)=E[X^{2}]-{\big (}E[X]{\big )}^{2}={\frac {15}{8}}-{\frac {81}{64}}={\frac {39}{64}}.}De la mateixa manera es calcula que {\displaystyle {\text{Var}}(Y)=3/2}. Per calcular la covariància farem servir que {\displaystyle {\text{Cov}}(X,Y)=E[XY]-E[X]E[Y].}Ara, per obtenir {\displaystyle E[XY]}, necessitem utilitzar la funció de probabilitat conjunta de {\displaystyle (X,Y)}: {\displaystyle E[XY]=0\cdot 1\cdot 0+1\cdot 1\cdot {\frac {1}{8}}+2\cdot 1\cdot {\frac {3}{8}}+\cdots ={\frac {7}{4}},}d'on, {\displaystyle {\text{Cov}}(X,Y)=1/16}. Així, la matriu de variàncies-covariàncies és {\displaystyle {\boldsymbol {V}}{\big (}(X,Y){\big )}={\begin{pmatrix}{\tfrac {39}{64}}&{\tfrac {1}{4}}\\{\tfrac {1}{4}}&{\tfrac {3}{2}}\end{pmatrix}}}

### Exemple 2. Vector aleatori bidimensional continu

Figura 1. Triangle

De manera anàloga al cas d'una variable aleatòria absolutament contínua, es diu que un vector {\displaystyle (X,Y)} és absolutament continu si existeix una funció {\displaystyle f_{(X,Y)}:\mathbb {R} ^{2}\to \mathbb {R} }, anomenada funció de densitat (conjunta), que compleix
1. {\displaystyle f_{(X,Y)}(x,y)\geq 0,\ \ \forall (x,y)\in \mathbb {R} ^{2}.}
2. {\displaystyle \int _{-\infty }^{\infty }\int _{-\infty }^{\infty }f_{(X,Y)}(x,y)\,dx\,dy=1.}
3. Per qualsevol {\displaystyle B\subset \mathbb {R} ^{2}} (en rigor, conjunt de Borel de {\displaystyle \mathbb {R} ^{2}} ,
{\displaystyle P{\big (}(X,Y)\in B{\big )}=\iint _{B}f_{(X,Y)}(x,y)\,dx\,dy.}
Com exemple, sigui {\displaystyle (X,Y)} un vector aleatori bidimensional amb distribució uniforme en el triangle {\displaystyle T} de vèrtexs els punts (0,0), (1,0) i (1,1) (vegeu la Figura 1). La funció de densitat conjunta és 
{\displaystyle f_{(X,Y)}(x,y)={\begin{cases}2,&{\text{si}}\ (x,y)\in T,\\0,&{\text{en cas contrari.}}\end{cases}}}
La funció de densitat (marginal) de {\displaystyle Y} es calcula per la fórmula:
{\displaystyle f_{Y}(y)=\int _{-\infty }^{\infty }f_{(X,Y)}(x,y)\ dx}
Ara cal distingir dos casos: 
1. Fixada {\displaystyle y\notin (0,1)}, aleshores {\displaystyle f_{(X,Y)}(x,y)=0,\ \forall x}. És evident que {\displaystyle f_{Y}(y)=0.}
2. Fixada {\displaystyle y\in (0,1)},
{\displaystyle f_{(X,Y)}(x,y)={\begin{cases}2,&{\text{si}}\ x\in (y,1),\\0,&{\text{en cas contrari.}}\end{cases}}}
Llavors
{\displaystyle f_{Y}(y)=\int _{-\infty }^{\infty }f_{(X,Y})(x,y)\,dx=\int _{y}^{1}2\,dx=2(1-y).}

Figura 2. Densitat marginal de la variable Y

Ajuntant ambdós casos tenim, vegeu la Figura 2, 
{\displaystyle f_{Y}(y)={\begin{cases}2(1-y),&{\text{si}}\ y\in (0,1),\\0,&{\text{en cas contrari.}}\end{cases}}}

Figura 3. Densitat marginal variable X

De manera anàloga s'obté que la densitat marginal de {\displaystyle X} és, vegeu la Figura 3, {\displaystyle f_{X}(x)=\int _{-\infty }^{\infty }f_{(X,Y)}(x,y)\,dy={\begin{cases}2x,&{\text{si}}\ x\in (0,1),\\0,&{\text{en cas contrari.}}\end{cases}}}

Ara podem calcular la densitat condicionada {\displaystyle f_{X|Y}(x|y)}, que només es calculara per a {\displaystyle y\in (0,1)} 
{\displaystyle f_{X|Y}(x|y)={\frac {f_{(X,Y)}(x,y)}{f_{Y}(y)}}={\begin{cases}{\dfrac {1}{1-y}},&{\text{quan}}\ x\in (y,1),\\0,&{\text{en cas contrari}}.\end{cases}}}

Figura 3. Funció de densitat condicionada

Vegeu la Figura 4. Noteu que els papers de {\displaystyle x} i de {\displaystyle y} són completament diferents. Fixada la {\displaystyle y\in (0,1)} tenim una funció de densitat en {\displaystyle x}. De fet, en aquest cas, es tracta de la densitat d'una distribució uniforme en l'interval {\displaystyle (y,1).}
Per obtenir l'esperança del vector {\displaystyle (X,Y)} s'ha de calcular l'esperança de cada component utilitzant les fórmules corresponents al cas absolutament contínu: {\displaystyle E[X]=\int _{-\infty }^{\infty }xf_{X}(x)\,dx=2\int _{0}^{1}x^{2}\,dx={\frac {2}{3}}.}
També, {\displaystyle E[Y]=2/3}. Així, {\displaystyle E[{\boldsymbol {X}}]=(2/3,2/3)} .
El moment de segon ordre de {\displaystyle X} és: {\displaystyle E[X^{2}]=\int _{-\infty }^{\infty }x^{2}f_{X}(x)\,dx=2\int _{0}^{1}x^{3}\,dx={\frac {1}{2}}.} D'on {\displaystyle {\text{Var}}(X)=E[X^{2}]-{\big (}E[X]{\big )}^{2}={\frac {1}{2}}-{\frac {4}{9}}={\frac {1}{18}}.}
I el mateix dona {\displaystyle {\text{Var}}(Y)}.
Finalment, per calcular la covariància, {\displaystyle E[XY]=\int _{-\infty }^{\infty }\int _{-\infty }^{\infty }xy\,f_{(X,Y)}(x,y)\,dx\,dy=\iint _{T}xy\,dx\,dy=\int _{x=0}^{1}\int _{y=0}^{x}xy\,dx\,dy={\frac {1}{6}}.}Aleshores, {\displaystyle {\text{Cov}}(X,Y)=E[XY]-E[X]\,E[Y]={\frac {1}{6}}-{\frac {4}{9}}=-{\frac {5}{18}}.}Per tant, la matriu de variàncies covariàncies dona {\displaystyle {\boldsymbol {V}}{\big (}(X,Y){\big )}={\begin{pmatrix}~~~{\tfrac {1}{18}}&-{\tfrac {5}{18}}\\-{\tfrac {5}{18}}&~~~{\tfrac {1}{18}}\end{pmatrix}}}